# Parroquia de Catahoula
La parroquia de Catahoula (en inglés: Catahoula Parish), fundada en 1808, es una de las 64 parroquias del estado estadounidense de Luisiana. En el año 2000 tenía una población de 10.920 habitantes con una densidad poblacional de 6 personas por km². La sede de la parroquia es Harrisonburg.

## Geografía
Según la Oficina del Censo, la parroquia tiene un área total de 1915 km² (739,4 mi²), de la cual 1822 km² (703,5 mi²) es tierra y 93 km² (35,9 mi²) (4.84%) es agua.

### Parroquias adyacentes
- Parroquia de Franklin - norte
- Parroquia de Tensas - noreste
- Parroquia de Concordia - este
- Parroquia de Avoyelles - sur
- Parroquia de La Salle - oeste
- Parroquia de Caldwell - noroeste

## Carreteras
- U.S. Highway 84
- Carretera Estatal de Luisiana 8
- Carretera Estatal de Luisiana 15

## Demografía
En el 2000 la renta per cápita promedia de la parroquia era de $22,528, y el ingreso promedio para una familia era de $27,206. En 2000 los hombres tenían un ingreso per cápita de $26,181 versus $18,427 para las mujeres. El ingreso per cápita para la parroquia era de $12,608. Alrededor del 28.10% de la población estaba bajo el umbral de pobreza nacional.

## Comunidades

### Ciudades y pueblos
- Harrisonburg
- Jonesville
- Sicily Island

### Zonas no incorporadas
- Enterprise
- Larto